# Hadrodactylus arkit
Hadrodactylus arkit (лат.) — вид мелких наездников—ихневмонид (Ichneumonidae) рода Hadrodactylus из подсемейства Ctenopelmatinae. Средняя Азия: Кыргызстан, Центральный Тянь-Шань, Аркит, Сары-Челекский заповедник.

## Описание
Длина переднего крыла 9 мм. Грудь чёрная, брюшко красновато-коричневое. Голова чёрная с жёлтым лицом, жвалами и клипеусом. Ноги красновато-рыжие; вертлуги красноватые или красновато-коричневые; тазики всех ног чёрные. Птеростигма коричневатая. Среднеспинка, проподеум и мезоплевры гладкие. Нотаули развиты, резкие и глубокие. 2-й и 3-й тергиты брюшка блестящие; петиоль гладкий с мелкой и густой пунктировкой. От других видов отличается крупными задними тазиками, коричневыми тегулами, утолщёнными бёдрами. 1-й тергит брюшка у самок удлинённый (длина в 3—5 раз больше своей ширины), клипеус грубо пунктирован, в переднем крыле есть зеркальце. Предположительно, как и другие виды рода паразитируют на пилильщиках трибы Dolerini из семейства Tenthredinidae, чьи личинки питаются злаками, осоками, ситниками и хвощами. Вид был впервые описан в 2011 году российским гименоптерологом Дмитрием Рафаэлевичем Каспаряном и назван по имени местонахождения типовой серии (Аркит, Сары-Челекский государственный биосферный заповедник).